# Handball bei der Makkabiade
| Handball bei der Makkabiade | Handball bei der Makkabiade |
| --------------------------- | --------------------------- |
| Handball                    |                             |
| Olympiasieger               |                             |
| Jahr                        | Mannschaft                  |
| 1932                        | Deutsches Reich             |
| 1935                        | Deutsches Reich             |

Handball wurde an den zwei ersten Makkabiaden als Feldhandball ausgetragen. Beide Austragungen gewann die deutsche Mannschaft.

## Makkabiade Handballturniere
| Jahr | Austragungsort | Gold            | Ergebnis   | Silber                          | Bronze   | Mannschaften |
| ---- | -------------- | --------------- | ---------- | ------------------------------- | -------- | ------------ |
| 1932 | Tel Aviv       | Deutsches Reich | 4:1        | Völkerbundsmandat für Palästina | –        | 2            |
| 1935 | Tel Aviv       | Deutsches Reich | 4–2 Punkte | Völkerbundsmandat für Palästina | Rumänien | 3            |

## Nationenwertung
| Rang | Land                            | Gold | Silber | Bronze | Gesamt |
| ---- | ------------------------------- | ---- | ------ | ------ | ------ |
| 1.   | Deutsches Reich                 | 2    | 0      | 0      | 2      |
| 2.   | Völkerbundsmandat für Palästina | 0    | 2      | 0      | 2      |
| 3.   | Rumänien                        | 0    | 0      | 1      | 1      |